# Gmina Sydfalster
Gmina Sydfalster (duń. Sydfalster Kommune) była w latach 1970–2006 jedną z gmin w Danii w okręgu Storstrøms Amt. Siedzibą władz gminy było miasto Væggerløse. Gmina Sydfalster została utworzona 1 kwietnia 1970 na mocy reformy podziału administracyjnego Danii. Po kolejnej reformie w 2007 r. weszła w skład gminy Guldborgsund.

## Dane liczbowe
- Liczba ludności: (♀ 3509 + ♂ 3444) = 6953
  - wiek 0-6: 5,9%
  - wiek 7-16: 11,4%
  - wiek 17-66: 63,9%
  - wiek 67+: 18,8%
- zagęszczenie ludności: 61,5 osób/km²
- bezrobocie: 5,2% osób w wieku 17-66 lat
- cudzoziemcy z UE, Skandynawii i USA: 184 na 10 000 osób
- cudzoziemcy z krajów Trzeciego Świata: 127 na 10 000 osób
- liczba szkół podstawowych: 2 (liczba klas: 34)